# Карнейру ди Кампуш, Франсишку
Франсишку Карнейру ди Кампуш (порт. Francisco Carneiro de Campos; 1765, Салвадор — 8 декабря 1842, Рио-де-Жанейро) — бразильский государственный деятель.
В 1823 году был депутатом Учредительного собрания и подготовил проект Конституции, который был с некоторыми изменениями утвержден в 1824 году.
Назначенный в 1830 году министром иностранных дел, в марте 1831 года организовал либеральный кабинет, который через месяц был отправлен в отставку, что повело к отречению императора Педру I. Вслед за этим регентство поручило Кампушу портфель министра иностранных дел, который он сохранил до 1832 года.